# Lanta (Haute-Garonne)
Lanta település Franciaországban, Haute-Garonne megyében. Lakosainak száma 2269 fő (2022. január 1.). Lanta Bourg-Saint-Bernard, Aurin, Caraman, Préserville, Prunet, Sainte-Foy-d’Aigrefeuille, Saint-Pierre-de-Lages, Saussens és Vallesvilles községekkel határos.

## Népesség
A település népességének változása:
| Lakosok száma | 874  | 1026 | 1144 | 1416 | 1808 | 1937 | 2070 | 2155 | 2197 | 2269 |
|               | 1968 | 1982 | 1990 | 2006 | 2013 | 2015 | 2017 | 2019 | 2020 | 2022 |

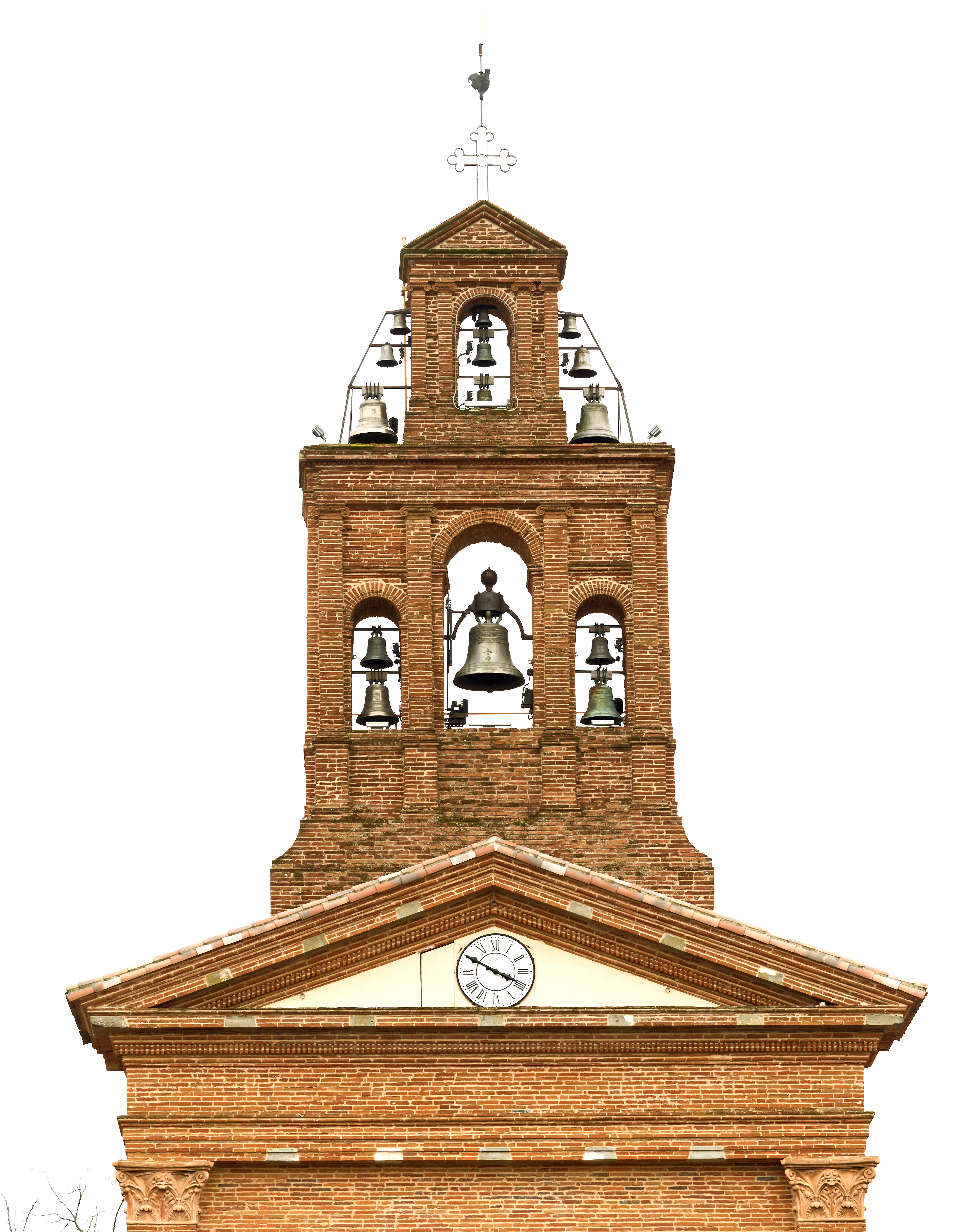
A csengő oromfal
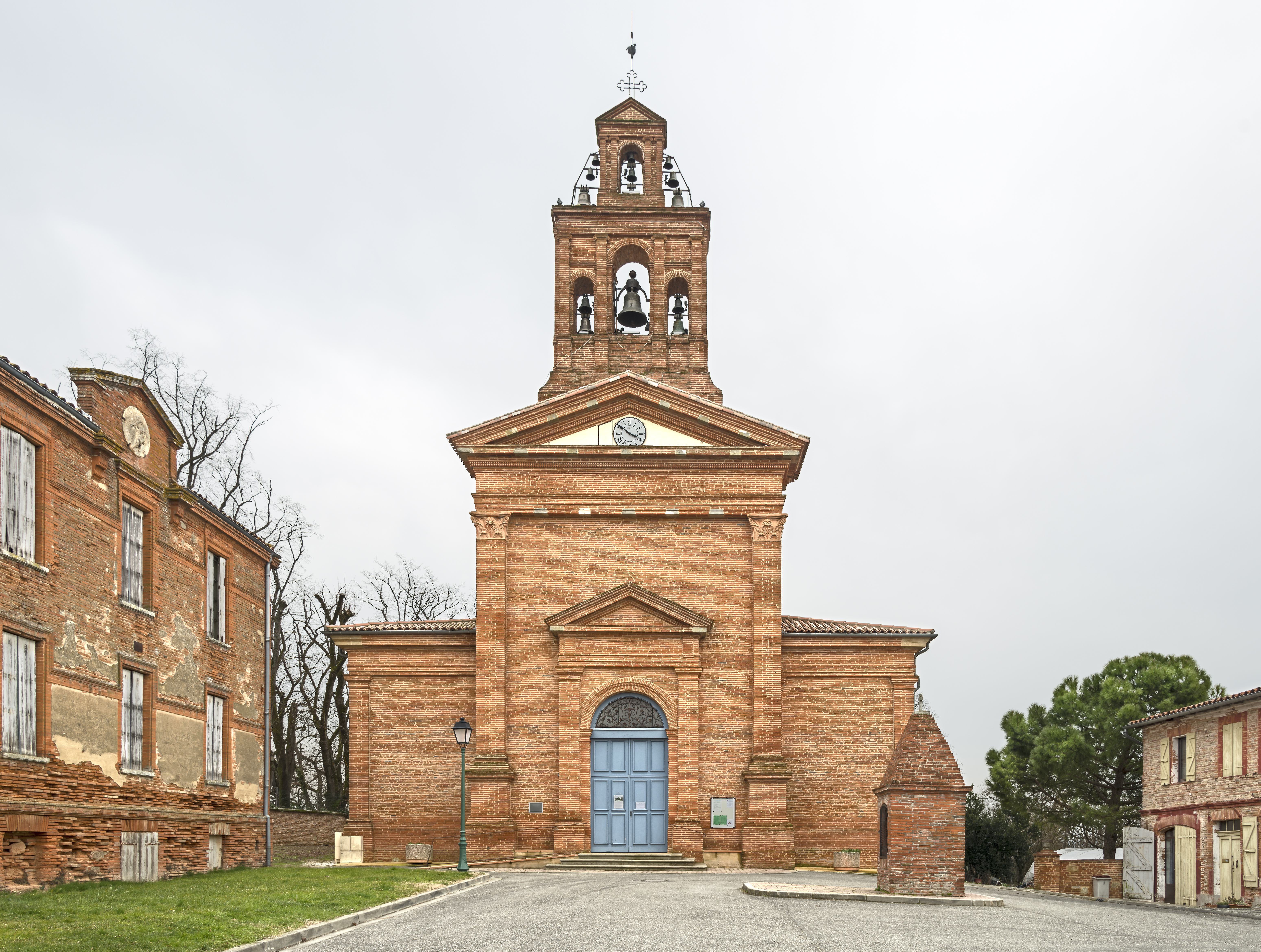
A Nagyboldogasszony Lanta
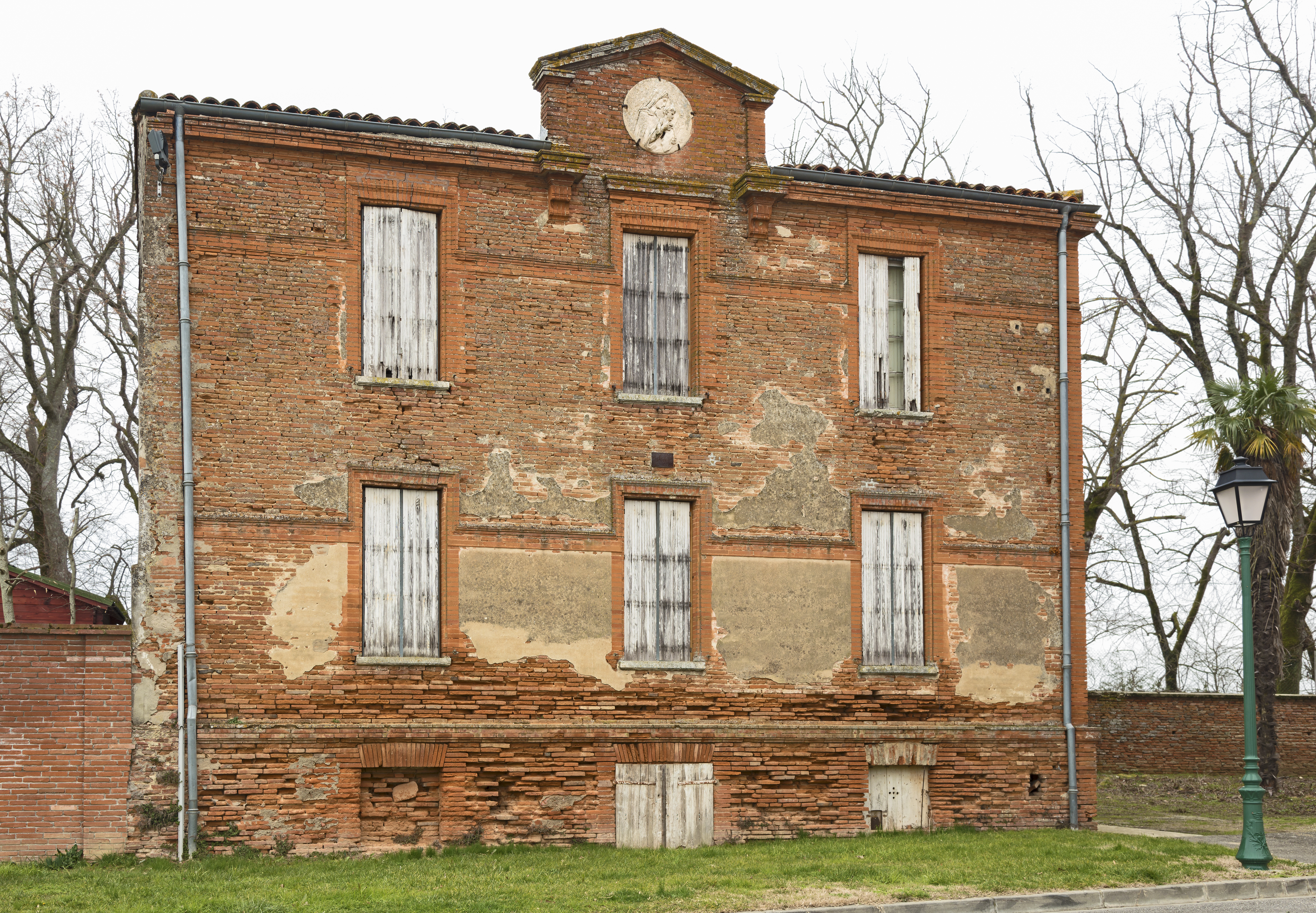
A homlokzat a régi paplak.
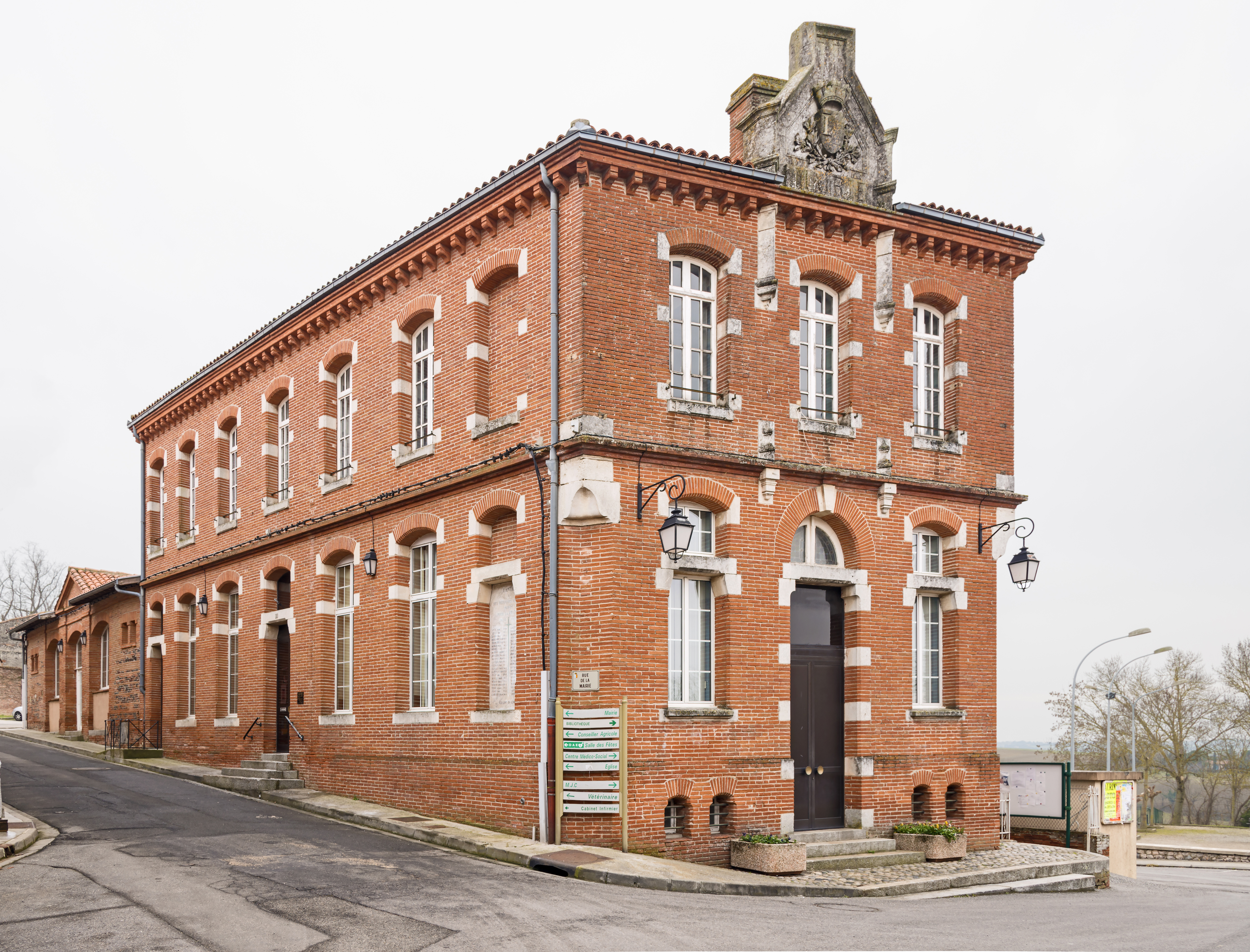
Városháza
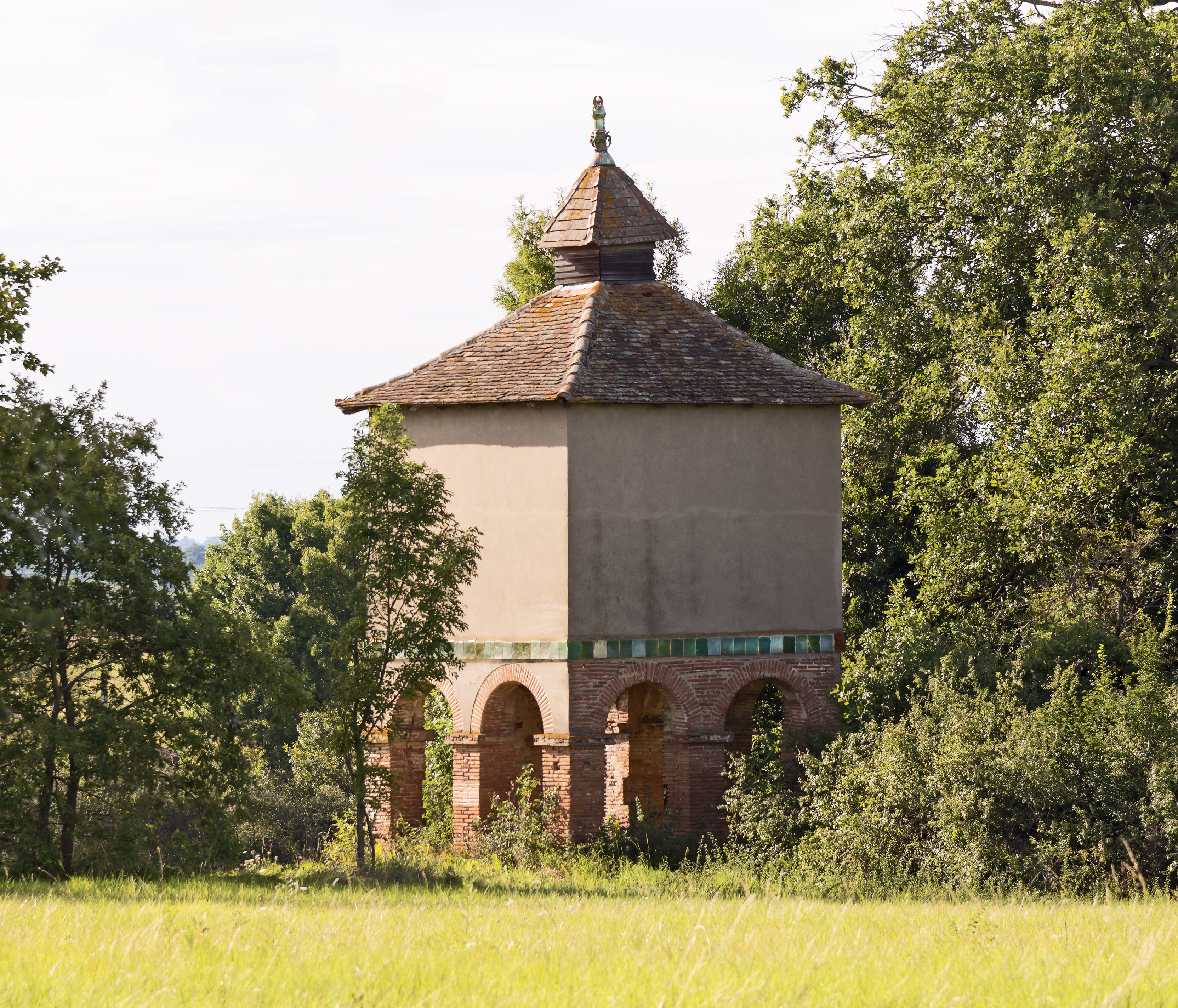
Galambdúc.